# CNN-News18
CNN-News18 è un telegiornale in inglese indiano fondato da Raghav Bahl, con sede a Noida, Uttar Pradesh e di proprietà Network 18/WarnerMedia.
CNN fornisce una copertura internazionale per il canale, mentre Indian Broadcasting Network si concentra sui servizi indiani e locali.

## Storia
La rete televisiva di notizie CNN International raggiungeva solo le èlite indiane; per raggiungere i sobborghi indiani la Time Warner in collaborazione con la indiana Global Broadcast News (oggi TV18 Broadcast Limited) ha lanciato il 18 dicembre 2005 l'emittente col nome di CNN-IBN.
Da un rapporto stilato nel 2014 dalla stessa emittente, viene reso noto che in media circa 20 milioni di telespettatori seguono il canale ogni mese.
Il 18 aprile 2016 la rete CNN-IBN cambia nome in CNN-News18.

## Controversie
Nel novembre del 2012 nel programma Face the Nation, non è stata resa chiara la pre-registrazione dell'intervista fatta a Sri Sri Ravi Shankar, presentandola come una trasmissione in diretta.
La rete si è scusata pubblicamente per l'inconveniente nelle interviste e suoi social officiali, ma non ha pubblicato la replica dell'intervista sul suo sito officiale.